# الحدود البلجيكية الفرنسية

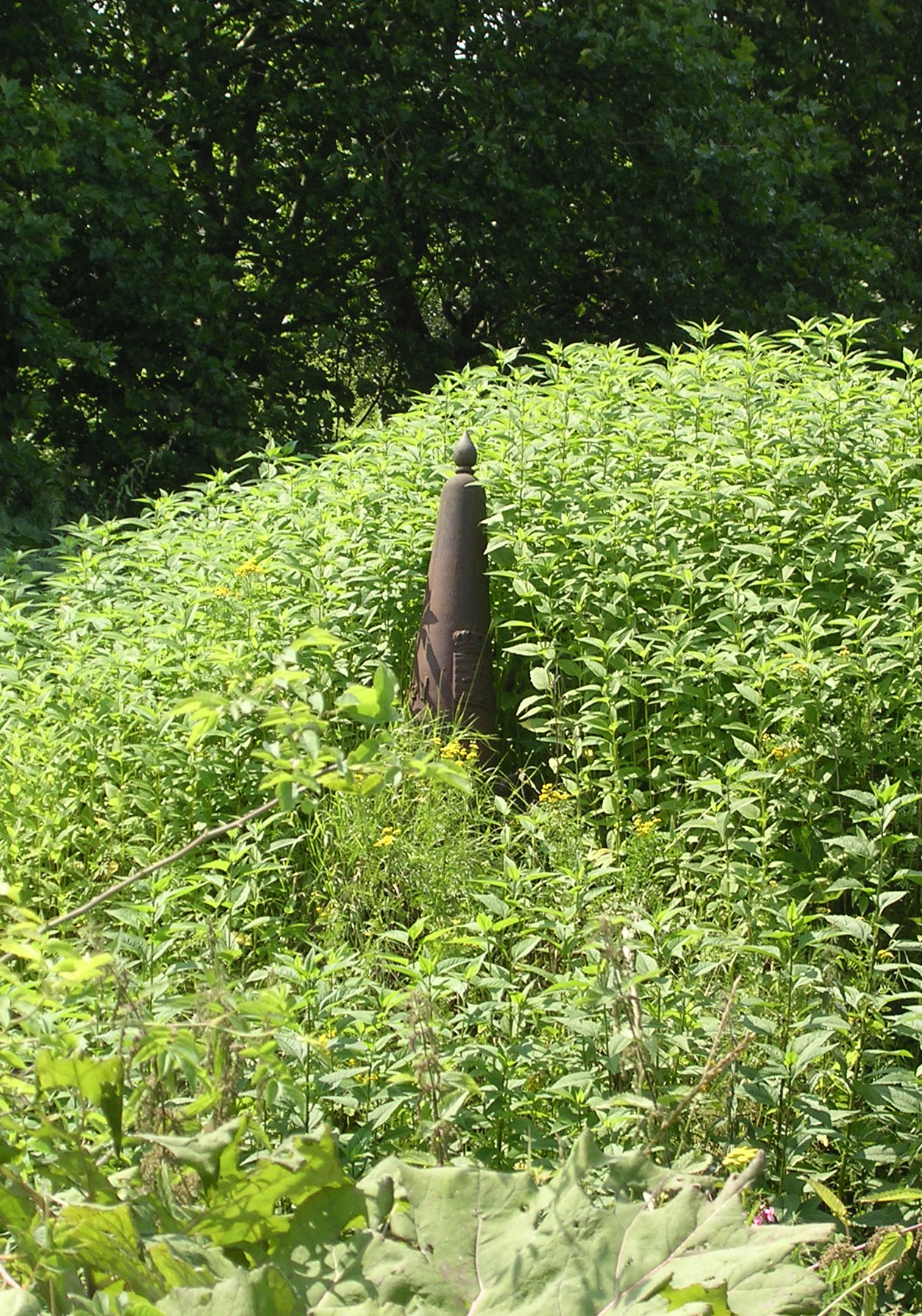
نقطة ثلاثية بين بلجيكا وفرنسا ولوكسمبورغ

الحدود الفرنسية البلجيكية، تمتد لمسافة 620 كيلومتر (390 ميل). جزء منها يحدده نهر ليس. الطرف الغربي عند بحر الشمال ( بالقرب من دي بان وبراي ديونز). يقع الطرف الشرقي عند النقطة الثلاثية بين بلجيكا وفرنسا ولوكسمبورغ (في بالقرب من أثوس ومونت سانت مارتن). المسافة المستقيمة بين هاتين النقطتين هي 289 كيلومتر (180 ميل).
منذ عام 1995 كانت بلجيكا وفرنسا جزءًا من منطقة شنغن. هذا يعني أنه لا توجد ضوابط حدودية دائمة على هذه الحدود، ولكن كانت هناك ضوابط مؤقتة.
الجانب البلجيكي من الحدود يتقاسمه، من الشمال إلى الجنوب، مقاطعات فلاندرز الغربية (الإقليم الفلامندي) وهينو ونامور ولوكسمبورغ (فالونيا).
يتم تقاسم الجانب الفرنسي من الحدود، من الشمال إلى الجنوب، مقاطعات نور وأن (أوت دو فرانس) والأردين وموز ومورت وموزيل (الشرق الكبير).
تم ترسيم الحدود في عام 1820 عن طريق معاهدة كورتريك، المتفق عليها بين فرنسا ومملكة الأراضي المنخفضة المتحدة آنذاك. ورثت بلجيكا الحدود عند استقلالها، والتي تتكون من عدد من المراكز الحدودية. تتم إدارة الصيانة والنزاعات المتعلقة بالحدود من قبل لجنة مختلطة فرنسية بلجيكية لترسيم الحدود، تجتمع عند الحاجة. تم تشكيل لجنة في عام 2000 للحفاظ على المراكز الحدودية بين فرنسا ومقاطعة فلاندرز الغربية البلجيكية.
في 4 مايو 2021، تم نقل نقطة حدودية من قبل شخص ما (تم اكتشافه لاحقًا)، ونقله حوالي 2.2 متر (7.5 قدم) إلى فرنسا.